# Plaza Hotel
O Plaza Hotel, localizado no bairro de Manhattan, Nova Iorque, é um hotel e um prédio de apartamentos em condomínio de luxo com 20 andares e 76 m de altura com 120 m comprimento. Foi inaugurado em 1907 e agora é propriedade da Katara Hospitality.
O hotel está localizado próximo ao Central Park, na Quinta Avenida se estendendo ao longo do lado oeste da da Grand Army Plaza, no cruzamento com a Central Park South (Rua 59). A construção do primeiro Plaza Hotel neste local começou em 1883. Depois que os construtores originais executaram a hipoteca, a McKim, Mead & White completou o hotel e ele foi inaugurado em 1890. O atual edifício de 19 andares inspirado na Renascença francesa em estilo château foi projetado por Henry Janeway Hardenbergh. Construído em 27 meses, foi inaugurado em 1907. O telhado de telhas de terracota verde foi fabricado pela Ludowici e pode ser visto de vários pontos da cidade.
O Plaza Hotel é reconhecido como um Marco Histórico Nacional dos Estados Unidos e na Cidade de Nova York. Foi inaugurado em 1907 e é atualmente propriedade da Katara Hospitality. Seu interior foi feito uma Nova York Cidade designada como marco histórico em 2005.

## Localização
Com uma altura de 76 m e um comprimento de 120 m, o hotel ocupa o lado oeste do Grand Army Plaza, de onde deriva seu nome, e se estende ao longo da Central Park South, que faz fronteira com ao norte pelo Central Park. O cruzamento mais próximo é a Quinta Avenida, que se estende ao longo do lado leste do Grand Army Plaza. O Plaza Hotel é reconhecido como um hotel histórico da América pelo National Trust for Historic Preservation. A entrada principal do hotel é no número 768 da Quinta Avenida e fica de frente para a parte sul do Grand Army Plaza. Uma entrada para o Metropolitano de Nova Iorque está localizado dentro do hotel.

## História

### Predecessor
A construção do primeiro Plaza Hotel neste local começou em 1883. Os construtores ficaram sem dinheiro, e a companhia de seguros de vida de Nova York contratou os arquitetos mais famosos da época, McKim, Mead & White, para concluir o hotel, que finalmente foi inaugurado em 1º de outubro de 1890.

### Reconstrução eo século 20
Logo ficou claro que o primeiro hotel era pequeno demais e foi demolido em 1905. Um novo e maior Plaza Hotel, um edifício em estilo château francês da renascença, projetado por Henry Janeway Hardenbergh, foi construído em vinte e sete meses a um custo de US$ 12,5 milhões, abrindo para o público em 1 de outubro de 1907. Quando o hotel abriu, um quarto no Plaza Hotel custava apenas US$ 2,50 por noite, o equivalente a US$ 65,66 em 2017. O mesmo quarto custava mais de US$ 1.000,00 por noite 2001. O hotel provou ser tão popular que um enorme anexo de 300 quartos foi adicionado ao hotel ao longo da rua 58 de 1920 a 1921.
Conrad Hilton comprou o Plaza Hotel por US$ 7,4 milhões em outubro de 1943 e gastou US$ 6 milhões para renová-lo. Hilton vendeu o hotel dez anos depois, em 1953, para o industrialista de Boston AM "Sonny" Sonnabend por US$ 16 milhões. Hilton vendeu o Plaza para arrecadar fundos para a construção do Beverly Hilton, mas imediatamente alugou o Plaza de volta por dois anos e meio, e depois outros quatro quando o contrato expirou. Sonnabend tornou-se presidente da The Childs Company, uma rede de restaurantes nacional, dois anos depois, e Childs comprou o Plaza em 18 de novembro de 1955 por US$ 6,2 milhões em ações. Childs tinha parceria no desenvolvimento do vizinho Savoy-Plaza Hotel, (agora o local do Edifício General Motors). Sonnabend criou o Hotel Corporation of America (HCA) em 1956, para alavancar as perdas fiscais de Childs. HCA assumiu a gestão do Plaza de Hilton em janeiro de 1960. HCA mudou seu nome para Sonesta International Hotels em 1970. Sonesta vendeu o Plaza para a Western International Hotels em 1975 por US$ 25 milhões. A Western International mudou seu nome para Westin Hotels em 1980.
A Westin vendeu o Plaza para Donald Trump por US$ 390 milhões em 27 de março de 1988. Trump comentou sobre sua compra em uma carta aberta de página inteira no The New York Times: 
| “ | "Eu não comprei um prédio, eu comprei uma obra-prima - a Mona Lisa. Pela primeira vez na minha vida, eu conscientemente fiz um negócio que não era econômico - pois eu nunca posso justificar o preço que paguei, não importa o quão bem sucedido o Plaza se torne". | ” |

Trump designou sua esposa, Ivana Trump, como presidente do hotel. Após US$ 50 milhões em reformas, o hotel estava obtendo uma receita operacional saudável, mas não o suficiente para fazer os pagamentos de sua pesada carga de dívidas. Trump fez planos para pagar a dívida do hotel, vendendo muitas de suas unidades como condomínios. Em vez disso, foi feito um acordo para que os credores do Plaza, um grupo de bancos liderados pelo Citibank, assumissem uma participação de 49% no hotel em troca do perdão de US$ 250 milhões em dívidas e uma redução da taxa de juros. O acordo foi apresentado como uma falência em novembro de 1992.

## Usos notáveis
Há muito tempo o Plaza tem sido um local para artistas e convidados notáveis, também tem sido o ponto de encontro para importantes reuniões políticas e outros eventos de grande repercussão. As cantoras e cantores internacionalmente conhecidos Josephine Baker, Eartha Kitt, Liza Minelli, Marlene Dietrich, Lena Horne, Kay Thompson, Sandler e Young, Ethel Merman, Shirley Bassey, Andy Williams, The Mills Brothers, Patti Page e Peggy Lee se apresentaram no hotel. Miles Davis gravou um álbum ao vivo no Plaza em 1958.
No dia 25 de junho de 1979 o Plaza Hotel foi palco para a realização do draft da NBA. A equipe do Los Angeles Lakers elegeu Magic Johnson como primeira escolha da primeira rodada.
Em 22 de setembro de 1985, ministros dos países desenvolvidos França, Alemanha Ocidental, Japão, Estados Unidos e Grã-Bretanha, reuniram-se no Plaza Hotel para consultas sobre questões financeiras e confirmaram o acordo assinando chamado "Acordo Plaza", que tinha como objetivo principal depreciar o dólar em relação à suas moedas, como o iene japonês e o marco alemão, intervindo no mercado de câmbio.
Os Beatles ficaram no Plaza Hotel durante sua primeira visita aos Estados Unidos em fevereiro de 1964.
Em 28 de novembro de 1966, em homenagem à editora Katharine Graham, o escritor Truman Capote apresentou seu aclamado "Black and White Ball" no Grande Salão de Bailes. O salão de baile também foi o local, em 1993, do casamento de Donald Trump com Marla Maples com a presença de 1.500 convidados.

## Galeria de imagens

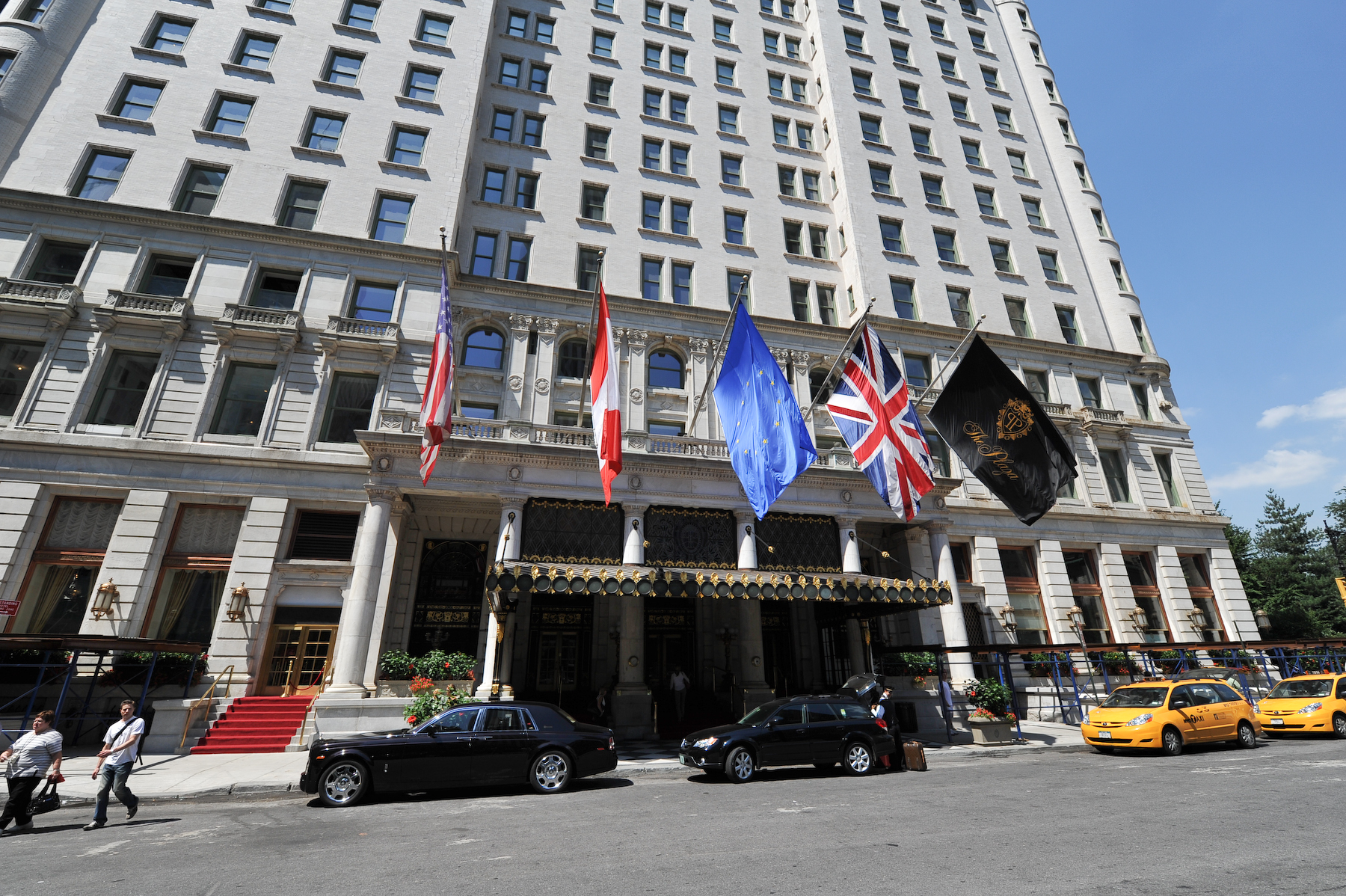
Visão da entrada principal
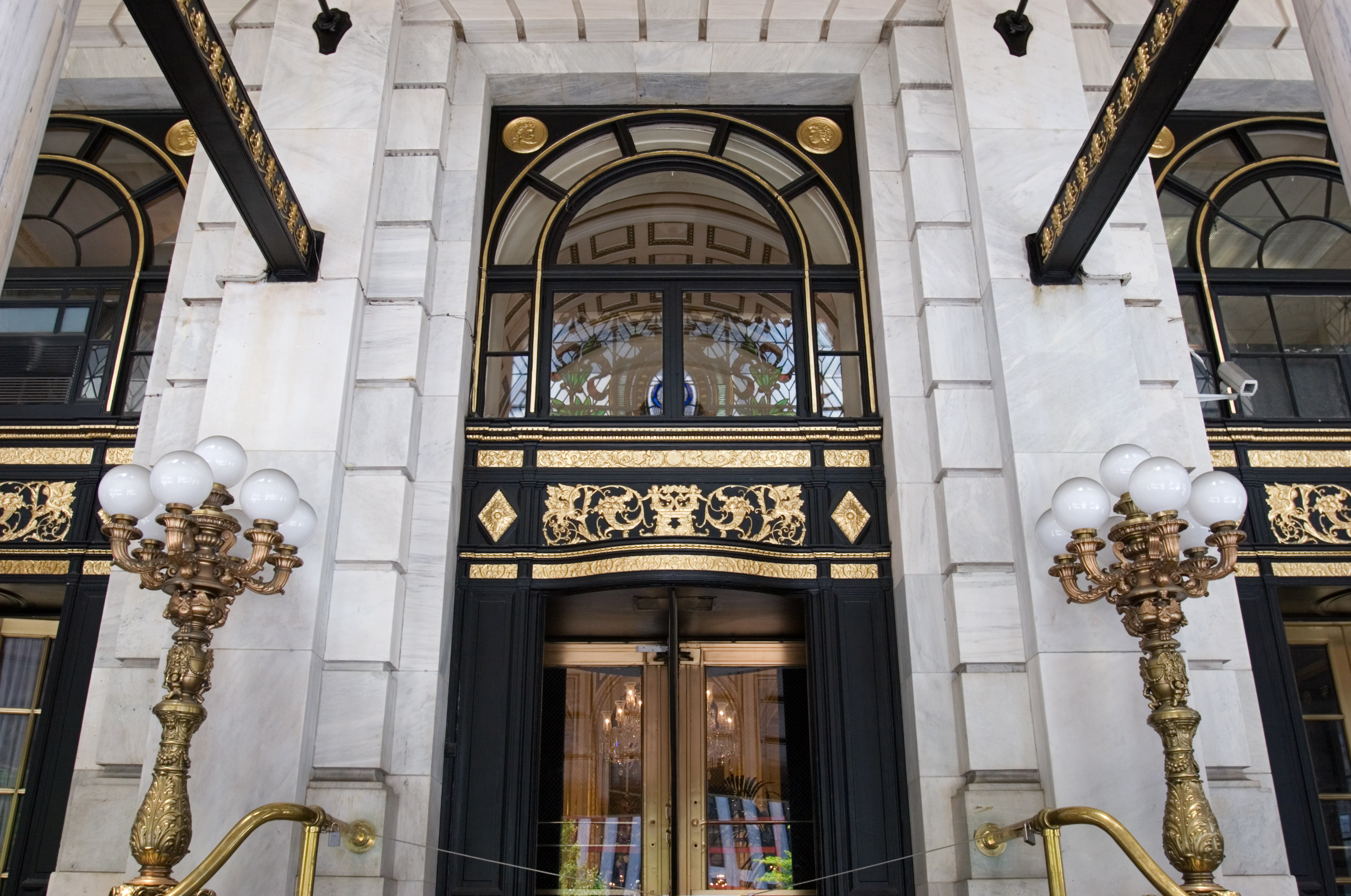
Detalhes da porta principal
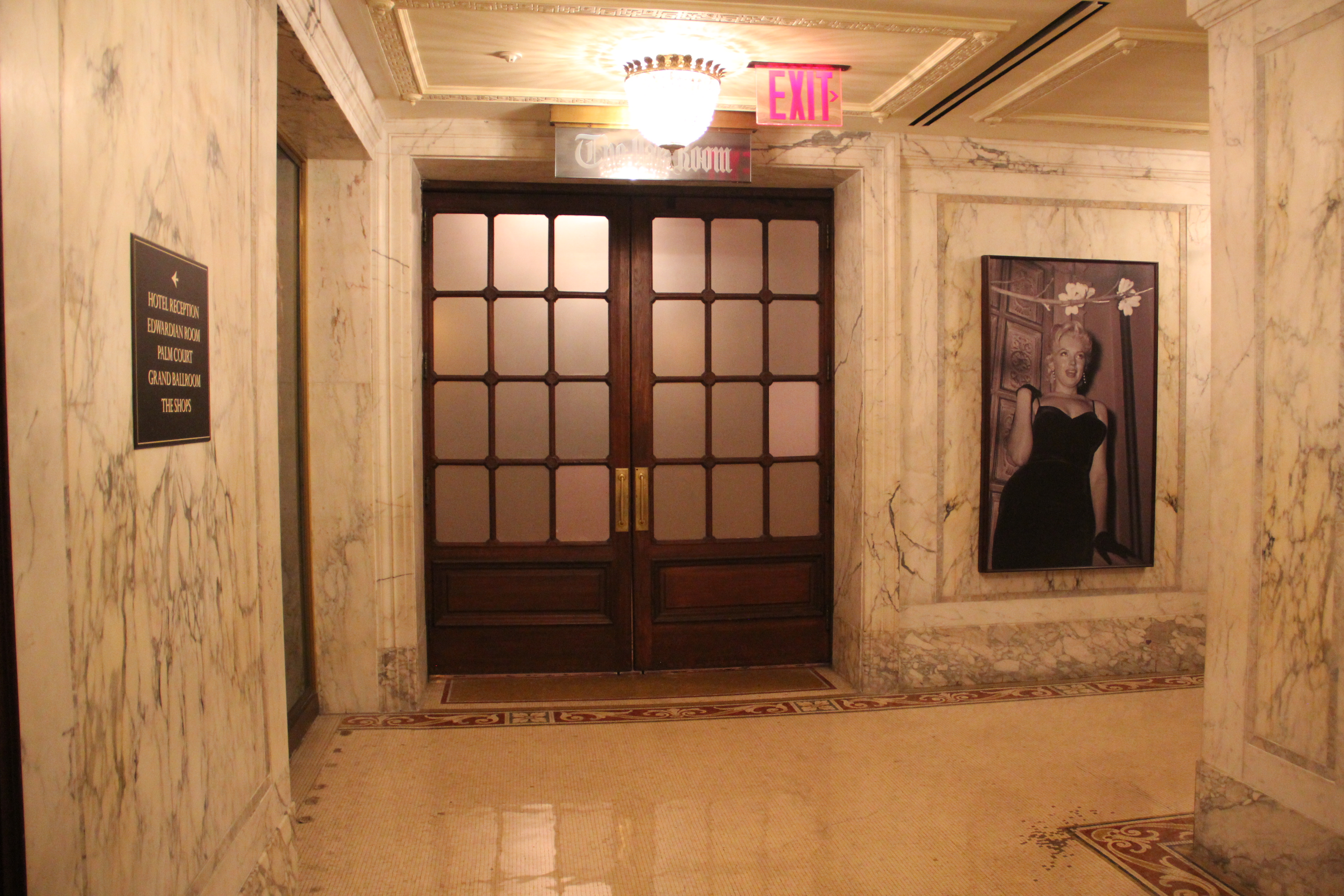
Visão interna do hotel
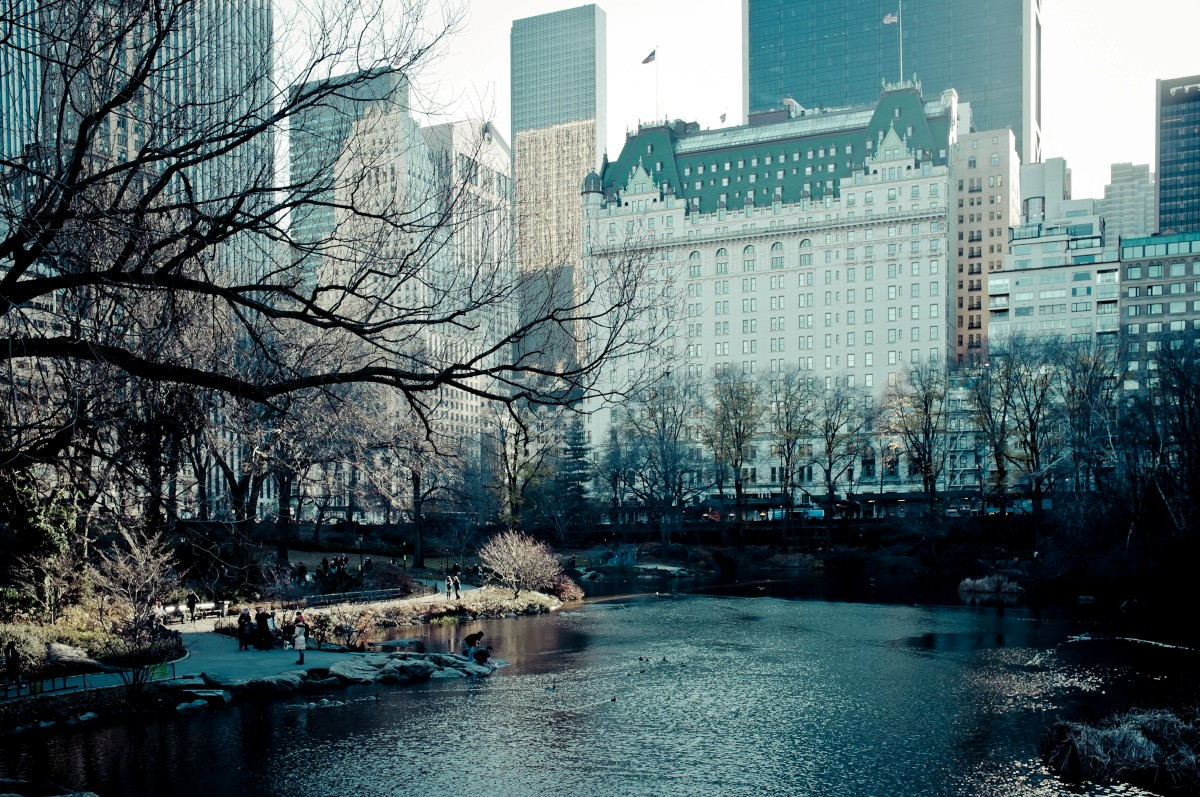
O hotel visto do Central Park

## Na cultura popular

### Cinema
- Crocodile Dundee II (1988); O personagem principal Mick Dundee fica hospedado no hotel Plaza. As cenas dentro do quarto, no entanto, foram gravadas em um estúdio.[20]
- Home Alone 2: Lost in New York (1992); Quando ainda era conhecido como Park Plaza Hotel, o então proprietário Donald Trump faz uma aparição, direcionando o personagem principal Kevin McCallister para o saguão.[21]
- The Associate (1996); A fachada do hotel aparece quando um personagem se hospeda nele.[22]
- The Post (2017); A fachada do hotel aparece durante cenas de um protesto no Grand Army Plaza. A personagem Kay Graham entra no hotel.[23]